# IC 1365
IC 1365 — галактика типу E (еліптична галактика) у сузір'ї Малий Кінь.
Цей об'єкт міститься в оригінальній редакції індексного каталогу.